# بيل ساج
بيل ساج (بالإنجليزية: Bill Sage)‏ هو ممثل أمريكي، ولد في 17 يوليو 1962 بنيويورك في الولايات المتحدة.

## أعمال

### أفلام
- (1999) المطلع[3]
- (2000) مختل أمريكي[4]
- (2001) لمعان

### مسلسلات
- الإبتدائية[5][6][7]
- التحقيق في موقع الجريمة

## وصلات خارجية
- بيل ساج على موقع IMDb (الإنجليزية)
- بيل ساج على موقع ألو سيني (الفرنسية)
- بيل ساج على موقع أول موفي (الإنجليزية)
- بيل ساج على موقع قاعدة بيانات الأفلام السويدية (السويدية)
- بيل ساج على موقع إن إن دي بي (الإنجليزية)
- بيل ساج على موقع قاعدة بيانات الفيلم (الإنجليزية)
- بيل ساج على موقع كينوبويسك (الروسية)